# 佐古大橋
佐古大橋（さこおおはし）は、新町川の国道192号に架かる全長57mの平面の橋である。光の八十八ヶ所めぐり選定。

## 概要
徳島県徳島市南出来島町2丁目と佐古一番町を結ぶ。
東岸には新町川公園が隣接している。

## 歴史
1953年（昭和28年）に架設され、40年余り経ち老朽化が進んでいたので、震災対策橋梁として1999年（平成11年）8月より架け替え工事が実施され、2003年（平成15年）に完成した。
架け替えの際、徳島県では「光景観創造事業」のモデル事業である「新町川河畔ひかりのプロムナード」に合わせ、光を意識した水辺空間や橋梁景観の設計を行った。

## 橋の概要
- 橋長 - 57m
- 形式 - プレストレスト・コンクリート橋
- 完成 - 1953年（昭和28年）

## 隣の橋梁
（上流） - 三ツ合橋 - 佐古大橋 - 仁心橋 - （下流）